# Sirius 3
Sirius 3 är den tredje i raden av Siriussatelliter som ägs av SES Sirius (tidigare Nordiska Satellitaktiebolaget, NSAB).
Satelliten som är av spinnstabiliserad typ byggdes av Hughes Space & Communications i Kalifornien, U.S.Con., och skickades upp från Kourou, Franska Guyana, den =5 oktober 1998.
Dess huvudfunktion är DTH (satellit-TV direkt till hemparaboler) och nästan alla satellitens 15 transpondrar används för Viasats digital satellit-tv-plattform. Numera används satelliten inte längre utan ligger i s.k. inklinerat omlopp. Viasats kanaler har flyttas över till satelliterna Astra 4A och SES 5 som senare lämnats för flytt till Thor 5, 6 och 7 på banpositionen 0,8 grader väst. Detta i och med att Viasat och Canal Digital gått samman i det nya bolaget Allente.

### Fotnoter
1. ↑  ”NASA Space Science Data Coordinated Archive” (på engelska). NASA. https://nssdc.gsfc.nasa.gov/nmc/spacecraft/display.action?id=1998-056A. Läst 5 april 2020.
2. ↑  ”Sammanslagningen mellan Viasat och Canal Digital klar”. www.dagensmedia.se. https://www.dagensmedia.se/medier/rorligt/sammanslagningen-mellan-viasat-och-canal-digital-klar/. Läst 9 februari 2023.